# روزاريو دوسن
روزاريو دوسن (بالإنجليزية: Rosario Dawson)‏ هي ممثلة أمريكية ولدت في يوم 9 مايو 1979 في مدينة نيويورك لأب أمريكي وأم بورتوريكية كوبية أفريقية، إشتهرت بعد تمثيلها في فيلم أطفال في سنة 1995، مثل بعد ذلك في فيلم حصل على لعبة في سنة 1998 مع دينزل واشنطن وميلا جوفوفيتش، وثم مثلت في فيلم رجال ذو بزات سوداء في سنة 2002، وفيلم الساعة 25 في سنة 2002، وفيلم الإسكندر في 2004، وفيلم إيجار في سنة 2005، وفيلم مدينة الخطيئة في 2005، وفيلم المضاد للموت في سنة 2007، وفيلم إيجل آي في سنة 2008، وفيلم غير قابل للإيقاف في سنة 2010، وفيلم سيزار تشافيز في سنة 2014، وفيلم أفضل خمسة في سنة 2014، وفيلم مدينة الخطيئة: سيدة لتقتل من أجلها في سنة 2014.
نتيجة لدورها في فيلم إيجار فازت بجائزة ساتالايت كأفضل ممثلة مساعدة، وفي سنة 2014 ترشحت لنيل جائزة اختيار النقاد لأفضل ممثلة كوميدية بعد تمثيلها في فيلم أفضل خمسة، على صعيد المسلسلات مثلت في ديرديفيل ومسلسل جيسيكا جونز ولوك كيج والقبضة الحديدية ومسلسل المدافعين.

## بداية حياتها
ولدت داوسون في مدينة نيويورك، والدتها إيزابيل سيليستي هي كاتبة ومغنية بورتوريكية وكوبية أفريقية الأصل. أما والد داوسون البيولوجي إسمه باتريك هاريس وألذي لم يتزوج من والدتها، وعندما كانت روزاريو في الواحدة من العمر تزوجت والدة روزاريو من عامل بناء إسمه غريغ داوسون وأخذت إسمها منه، وألذي أحبها وعاملها مثل إبنته. حيث ذكرت داوسون في إحدى تصريحاتها أنه دائماً سيظل والدها. داوسون لها أخ غير شقيق إسمه كلاي وألذي تكبره بأربعة سنوات، غريغ تطلق من والدة روزاريو إيزابيل فإنقلت روزاريو معها إلى غارلاند في تكساس وأكملت تعليمها في إعداية غارلاند. في عمر ال21 إنتقلت مع عائلتها عائدةً إلى مسقط رأسها في نيويورك، حيث بعد انفصال والدي روزاريو وغريغ قررا العيش منفردين عن والديهما، وذكرت في إحدى تصريحاتها أنه إذا أردت أن تفعل شئ أفضل، فعليك أن تقوم به بنفسك.

## المسيرة المهنية

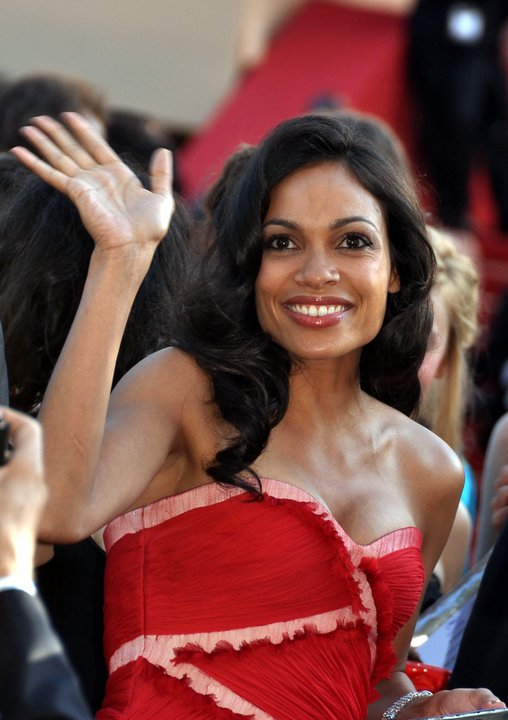
روزاريو داوسون في مهرجان كان السينمائي في سنة 2011

أثناء الطفولة وفي عمر ال15، بدأت داوسون بالظهور في مسلسل شارع السمسم حيث إكتشف موهبتها كل من المصور والمخرج لاري كلارك وهارموني كورين، حيث صمم كورين على إشراكها في فيلم أطفال في سنة 1995 وألذي كان أول فيلم مثلت فيه، مثلت بعد ذلك في أفلام مستقلة مثل فيلم إيجار وفيلم حصل على لعبة. في سنة 1999 ظهرت في كليب أغنية 1999 مع برينس. وثم ظهرت أيضاً في كليب أغنية Out of Control لذا تشيميكال براذرز. وثم ظهرت أيضاً في كليب Speakerboxxx/The Love Below لفرقة أوت كاست في سنة 2003، بالإضافة إلى تمثيلها في الفيلم الموسيقي جوسيه أند ذا بوسيكات في سنة 2001.
في سنة 2002 مثلت دور ناتوريل ريفيرا في فيلم الساعة 25.وفي سنة 2003 مثلت فيلم المتهدم مع دوين جونسون وفي سنة 2004 مثلت دور روكسانا في فيلم الإسكندر. وفي سنة 2005 بدأت بالتمثيل في مسرحيات، وكانت مسرحية السيدان الفيرونيان لشكسبير أول مسرحية مثلت بها.
في سنة 2005 مثلت في دور راقصة تعري ميمي ماركيز في فيلم إيجار حيث حلت محل الممثلة دافنه روبن فيغا التي تركت العمل في الفيلم بعد حملها. بعد ذلك مثلت في فيلم مدينة الخطيئة في سنة 2005 وألذي كان من إخراج روبرت رودريغيز وفرانك ميلر وألذي مثلت به دور غايل الداعرة. في نفس السنة مثلت أيضاً في فيلم منبوذو الشيطان وألذي شاركت روزاريو في إنتاجه على الدي في دي. في سنة 2006 مثلت في فيلم كليركس 2. بعد ذلك قررت تجربة أدائها في تأليف كتب الكومكس حيث ألفت قصة جرائم فرقة العمل الغامضة. في سنة 2007 مثلت في فيلم المضاد للموت وفي نفس السنة مثلت في فيلم غريندهووس، وفي نفس السنة مثلت في فيلم نزول.
في سنة 2008 مثلت في فيلم 7 أرطال ومثلت أيضاً في فيلم إيجل آي وثم بدأت بالتمثيل في مسلسل جيميني ديفيشن،
بعد ذلك بدأت روزاريو بالتمثيل الصوتي في المسلسل الكارتوني أفتروورلد ألذي بث على الإنترنت وألذي أدت به دور الضابطة ديلوندريه باينس. في سنة 2009 إشتركت في مسلسل ساترداي نايت لايف، وثم مثلت دور أرتميس بانا ميغدال في فيلم الرسوم المتحركة وندر وومان في سنة 2009، في نفس السنة مثلت في الفيلم الوثائقي والموسيقي كلام الناس وألذي كان يتكلم عن تاريخ الولايات المتحدة. في نفس السنة أدت دور فيلفيت فون بلاك في فيلم رسوم المتحركة العالم المسكون من سوبربيستو. في نفس السنة ظهر صوتها في أغنية West Ryder Silver Bullet لفرقة كسابيان البريطانية. في سنة 2010 مثلت دور بيرسيفون في فيلم بيرسي جاكسون والأوليمبونس: لص البرق وفي نفس السنة مثلت في فيلم غير قابل للإيقاف، في 2013 مثلت في فيلم غيمي المأوى. بعد ذلك مثلت في فيلم مدينة الخطيئة: سيدة لتقتل من أجلها. في سنة 2015 مثلت دور كلير تيمبل في مسلسل ديرديفيل وظهرت أيضاً في مسلسل جيسيكا جونز ومسلسل لوك كيج وثم ستمثل في فيلم القبضة الحديدية والمدافعين.

## الحياة الشخصية
تواعدت داوسون مع الممثل جايسون لويس لسنتين وعاشوا مع بعض في لوس أنجلوس حتى إنفصلوا في نوفمبر 2006. في سنة 2012 بدأت بالتواعد مع المخرج الإنجليزي داني بويل وعملت معه في فيلم نشوة في سنة 2013 وثم إنفصلوا عن بعض في مارس 2013. روزاريو داوسن وأخوها هم من أكثر المعجبين بقصص أفلام ومسلسلات ستار تريك.

### السياسة

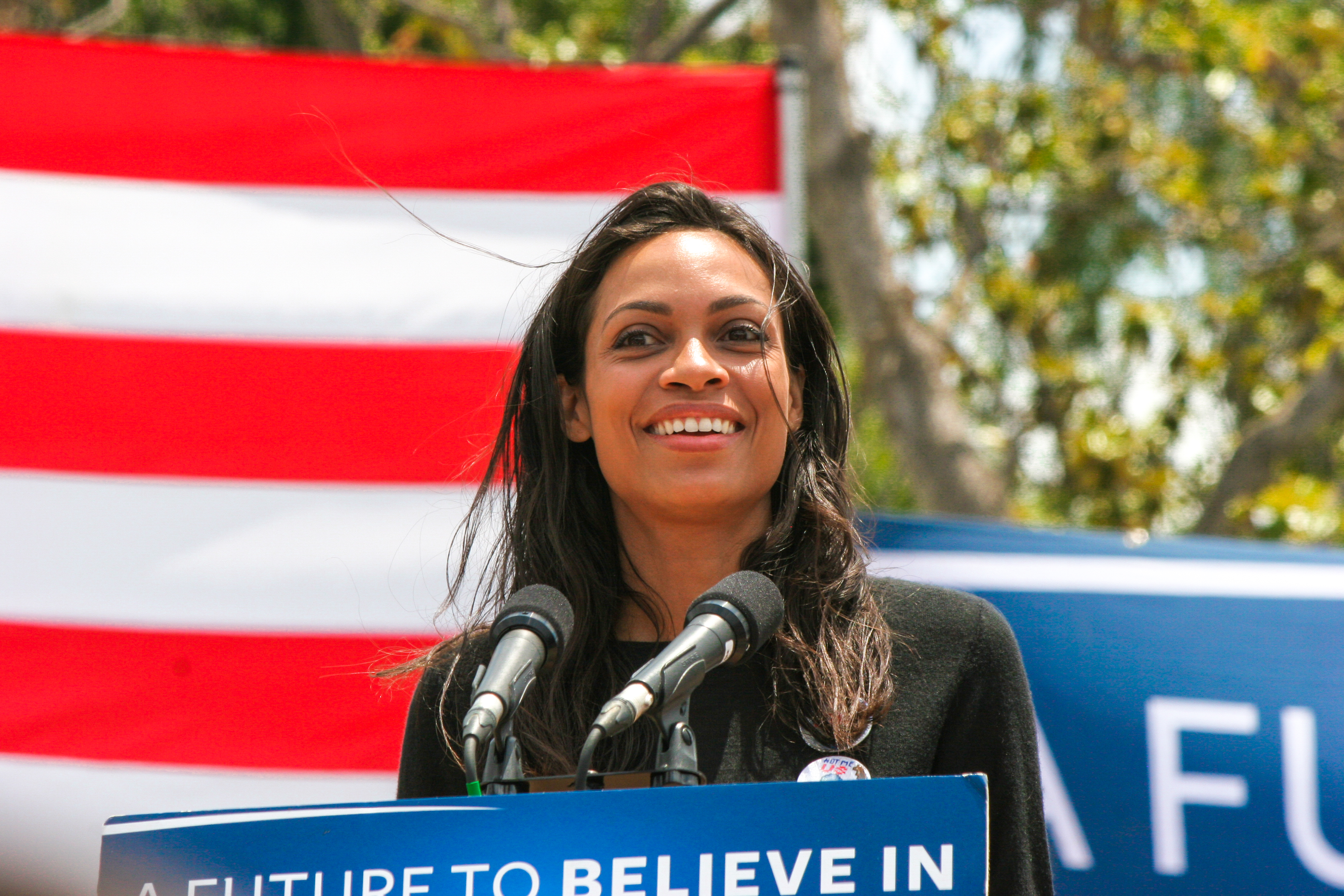
داوسن في حملة دعم بيرني ساندرز في الانتخابات الرئاسية الأمريكية 2016 في لوس أنجلوس في كاليفورنيا

في أبريل 2004 تم اعتقالها بعد قيادتها لاحتجاج ضد الرئيس الأمريكي السابق جورج بوش في نيويورك. وفي سنة 2012 صوتت للرئيس باراك أوباما لإعادة انتخابه، في سنة 2016 إنضمت إلى الحملة الانتخابية لبيرني ساندرز. في أبريل 2016 تم اعتقالها مرة أخرى أثناء مظاهرات ربيع الديمقراطية في واشنطن العاصمة وذكرت إنها تقف ضد فساد المسؤولين وضد سلطة الأغنياء. كان لداوسن أيضاً أعمال وتبرعات في دعم المثليين ودعم حقوق اللاتينيين في الولايات المتحدة ودعم البيئة، ودعم إيقاف العنف ضد المرأة حيث شاركت في مسرحية فاجينا مونولوجيس.

## الأعمال

### الأفلام
| السنة | العنوان                             | الدور                 | الملاحظات   |
| ----- | ----------------------------------- | --------------------- | ----------- |
| 1995  | أطفال                               | روبي                  |             |
| 1997  | فتيات في الخارج                     | فتاة                  | فيلم قصير   |
| 1998  | حصل على لعبة                        | لالا بونيلا           |             |
| 1998  | طرف الشوارع                         | ماريسول هيدالغو       |             |
| 1999  | أضئ                                 | ستيفاني وليامس        |             |
| 2000  | داون تو يو                          | لانا                  |             |
| 2000  | كينغ أوف جنغل                       | فيرونيكا              |             |
| 2001  | جوسيه أند ذا بوسيكات                | فاليري براون          |             |
| 2001  | سايدووكس أوف نيويورك                | ماريا تيديسكو         |             |
| 2001  | ترايغر هابي                         | دي                    |             |
| 2001  | تشيلسي وولس                         | أودري                 |             |
| 2002  | أش وينسداي                          | غريس كينونيز          |             |
| 2002  | The فيرست مليون دولار إس هاردست     | أليسا                 |             |
| 2002  | رجال ذو بزات سوداء 2                | Laura Vasquez         |             |
| 2002  | The رجال ذو بزات سوداء 2            | دينا ليك              |             |
| 2002  | حب في زمن المال                     | آنا                   |             |
| 2002  | الساعة 25                           | ناتشوريل ريفيرا       |             |
| 2003  | في داي: حتى يتوقف العنف             | نفسها                 | فيلم وثائقي |
| 2003  | حياة فتاة                           | مارتين                |             |
| 2003  | زجاج محطم                           | أندي فوكس             |             |
| 2003  | المتهدم                             | ماريانا               |             |
| 2004  | الإسكندر                            | روكسانا               |             |
| 2005  | تلك الثورة                          | تينا سانتياغو         |             |
| 2005  | مدينة الخطيئة                       | غايل                  |             |
| 2005  | فستان أسود صغير                     | هالي                  | فيلم قصير   |
| 2005  | إيجار                               | ميمي ماركيز           |             |
| 2006  | كليركس                              | ريبيكا سكوت           |             |
| 2006  | A دليل لإدراك قديسيك                | لوري                  |             |
| 2007  | المضاد للموت                        | أبيرناثي روز          |             |
| 2007  | نزول                                | مايا                  | كذلك كمنتجة |
| 2008  | علل صريحة                           | والدة بابو            |             |
| 2008  | إيجل آي                             | زوي بيريز             |             |
| 2008  | ضربة قاتلة                          | دونا                  |             |
| 2008  | 7 أرطال                             | إيميلي بوزا           |             |
| 2009  | وندر وومان                          | أرطميس (صوت)          |             |
| 2009  | The العالم المسكون في سوبربيستو     | فيلفيت فون بلاك (صوت) |             |
| 2009  | The صوت الناس                       | نفسها                 | فيلم وثائقي |
| 2010  | إستيقظ                              | روبن                  | فيلم قصير   |
| 2010  | بيرسي جاكسون والأوليمبونس: لص البرق | بيرسيفون              |             |
| 2010  | غير قابل للإيقاف                    | كوني هوبر             |             |
| 2011  | ملكة جمال التمثيل                   | نفسها                 | فيلم وثائقي |
| 2011  | فتاة تمشي إلى البار                 | جون                   |             |
| 2011  | حارس الحديقة                        | كايت                  |             |
| 2011  | 10 سنوات                            | ماري                  |             |
| 2012  | نار مع نار                          | تاليا درهام           |             |
| 2012  | فندق نوير                           | سيفيا                 |             |
| 2013  | نشوة                                | إليزابيث لامب         |             |
| 2013  | مأوى غيمي                           | جون بايلي             |             |
| 2013  | سيزار تشافيز                        | دولوريس هويرتا        | [ 50 ]      |
| 2013  | أجزاء لكل بليون                     | ميا                   |             |
| 2013  | {يز                                 | ريتشل                 |             |
| 2014  | مدينة الخطيئة: سيدة لتقتل من أجلها  | غايل                  |             |
| 2014  | The الأسير                          | نيكول                 |             |
| 2014  | أفضل خمسة                           | تشيلسي براون          |             |
| 2015  | تينكربيل وأسطورة نيفربيست           | نيكس (صوت)            |             |
| 2015  | فرقة العدالة: قرون أطلنطس           | وندر وومان (صوت)      |             |
| 2015  | بورتوريكيون في باريس                | فانيسا                |             |
| 2016  | فرقة العدالة ضد الجبابرة المراهقين  | وندر وومان (صوت)      |             |
| 2016  | راتشيت أند كلانك                    | إيلاريس (صوت)         |             |
| 2016  | هينشمين                             | جولين (صوت)           |             |
| 2017  | غير مغفور                           | جوليا بانكس           |             |
| 2017  | The ليغو باتمان                     | فتاة الوطواط (صوت)    | Filming     |

### التلفاز
| السنة      | العنوان               | الدور        | الملاحظات                        |
| ---------- | --------------------- | ------------ | -------------------------------- |
| 2003       | بانكد                 | نفسها        | موسم 1, موسم 8                   |
| 2007       | الدجاجة الآلية        | فاريوس (صوت) | حلقة: "مور بلود، مور تشوكوليت"   |
| 2008       | جيميني ديفيشن         | أنا دياز     | مسلسل ويب; 50 حلقات; كذلك كمنتجة |
| 2009       | ساترداي نايت لايف     | نفسها        | حلقة: "روزاريو داوسن/فليت فوكسس" |
| 2009       | سبونج بوب سكوير بانتس | Herself      | حلقة: "سبونج بوب تروث أور سكوير" |
| 2011       | خمسة                  | ليلي         | فيلم تلفزيوني                    |
| 2015–مستمر | ديرديفيل              | كلير         | 8 حلقات                          |
| 2015       | جيسيكا جونس           | كلير تيمبل   | مسلسل: "AKA Smile"               |
| 2016–مستمر | لوك كيج               | كلير تيمبل   | 8 حلقات                          |
| 2017       | القبضة الحديدية       | كلير تيمبل   |                                  |
| 2017       | المدافعين             | كلير تيمبل   |                                  |

### ألعاب فيديو
| السنة | العنوان                                 | الدور الصوتي                  |
| ----- | --------------------------------------- | ----------------------------- |
| 2006  | مارك إيكوس غيتنغ أب: كونتينتس أندربريشر | تينا                          |
| 2012  | سينديكيت                                | ليلي دراول                    |
| 2016  | راتشت أند كلانك                         | إيلاريس                       |
| 2016  | دسهونوريد                               | ميغان فوستر/كابتن دريدفول ويل |

## وصلات خارجية
- روزاريو دوسن على موقع IMDb (الإنجليزية)
- روزاريو دوسن على موقع ميتاكريتيك (الإنجليزية)
- روزاريو دوسن على موقع روتن توميتوز (الإنجليزية)
- روزاريو دوسن على موقع مونزينجر (الألمانية)
- روزاريو دوسن على موقع قاعدة بيانات الأفلام العربية
- روزاريو دوسن على موقع ألو سيني (الفرنسية)
- روزاريو دوسن على موقع ميوزك برينز (الإنجليزية)
- روزاريو دوسن على موقع أول موفي (الإنجليزية)
- روزاريو دوسن على موقع بوكس أوفيس موجو (الإنجليزية)
- روزاريو دوسن على موقع قاعدة بيانات برودواي على الإنترنت (الإنجليزية)
- روزاريو داوسن على قاعدة بيانات الأفلام على الانترنت
- روزاريو داوسن على تويتر